# Lucius Septimius
Lucius Septimius est un soldat romain connu pour être l'un des principaux assassins de Pompée avec Achillas.
Affecté en Égypte comme gabiniani, Lucius Septimius participe en 67 av. J.-C. à la guerre contre les pirates pour Pompée.
Michel d'Amboise le mentionne, sous le nom de Septinius, dans sa « Description de Fortune », La Penthaire (1531).
Lucius Septimius est utilisé comme base pour un personnage du jeu vidéo Assassin's Creed Origins (2017).